# اوکاندا
اوکاندا (به لاتین: Okanda) یک منطقهٔ مسکونی در سری‌لانکا است که در ناحیه امپرا واقع شده‌است.